# GOING 〜JAM Project BEST COLLECTION VIII〜
『GOING 〜JAM Project BEST COLLECTION VIII〜』（ゴーイング・ジャムプロジェクト・ベストコレクション・エイト）は、JAM Projectの8枚目のベストアルバム。2011年5月11日にLantisから発売された。

## 概要
ベストアルバムとしては、前作「SEVENTH EXPLOSION 〜JAM Project BEST COLLECTION VII〜」から約1年6ヶ月ぶりのリリースであり、オリジナルアルバムを含めると前作「MAXIMIZER 〜Decade of Evolution〜」から約11ヶ月ぶりのリリースとなった。
「JAM Project Motto Motto2011キャンペーン」というキャンペーンが組まれ、本アルバムに封入されている応募用紙に「JAM Project LIVE 2010 MAXIMIZER 〜Decade of Evolution〜」のDVD・Blu-ray Discまたは、「Symphonic Album Victoria Cross」についている応募用紙を貼って応募すると、同年2月に行われたシンフォニックコンサートのスペシャルダイジェスト映像が収録されたDVDが応募者全員にプレゼントされる企画が行われた。

## 収録曲
1. MAXON [4:08]
作詞・作曲：影山ヒロノブ、編曲：IKUO・寺田志保・栗山善親
  - UHFアニメ『スーパーロボット大戦OG ジ・インスペクター』オープニングテーマ
2. TRANSFORMERS EVO. [4:37]
作詞・作曲：影山ヒロノブ、編曲：菊田大介（Elements Garden）
  - テレビ愛知・テレビ東京系アニメ『トランスフォーマー アニメイテッド』オープニングテーマ
3. 流星Lovers [4:26]
作詞・作曲：影山ヒロノブ、編曲：寺田志保・栗山善親
  - UHFアニメ『スーパーロボット大戦OG ジ・インスペクター』第24・25話オープニングテーマ
4. Vanguard [3:35]
作詞・作曲：影山ヒロノブ、編曲：安瀬聖
  - テレビ愛知・テレビ東京系アニメ『カードファイト!!ヴァンガード』第1期オープニングテーマ
5. 爆鎮完了!レスキューファイアー [4:03]
作詞・作曲：影山ヒロノブ、編曲：鈴木マサキ
  - テレビ愛知・テレビ東京系ドラマ『トミカヒーロー レスキューファイアー』第2期オープニングテーマ
6. 弾劾の剣 [4:27]
作詞・作曲：影山ヒロノブ、編曲：須藤賢一
  - パチスロ『超重神グラヴィオン』挿入歌
7. 冒険王 〜Across the Legendary kingdom〜 [5:00]
作詞・作曲：影山ヒロノブ、編曲：安瀬聖
  - オンラインゲーム『ラグナロクオンライン』イメージソング
8. Go!Stand up! [3:36]
作詞・作曲：きただにひろし、編曲：三宅博文
9. ヒカリへのカウントダウン [5:11]
作詞・作曲：影山ヒロノブ、編曲：鈴木マサキ
  - グッドスマイルカンパニー『創立10周年記念』ソング・CMソング
10. Blue rise [4:59]
作詞・作曲：奥井雅美、編曲：安瀬聖、ストリングスアレンジ：須藤賢一
11. BIG BANG EXPLOSION〜Song for Ragnarok Party〜 [4:41]
作詞・作曲：影山ヒロノブ、編曲：R・O・N
  - オンラインゲーム『ラグナロクオンライン』イメージソング
12. PRAISE BE TO DECEPTICON [5:01]
作詞・作曲：きただにひろし、編曲：栗山善親・横関敦・寺田志保
13. LONGING [5:13]
作詞・作曲：奥井雅美、編曲：藤田淳平（Elements Garden）
14. GOING [4:25]
作詞：奥井雅美、作曲：影山ヒロノブ、編曲：R・O・N